# Giovanni de Albertis
Giovanni de Albertis (tudi Ivan de Albertis), zdravnik, * ~1410, Koper, † (?)
1488, Koper.
Giovanni de Albertis verjetno izvira iz zelo stare koprske družine Bertijev (notar Francesco de Berto se omenja že v 12. stoletju). Medicino je študiral na Univerzi v Padovi in tam 1431 promoviral. Kot rector artis je na padovanski univerzi nasledil Giovannija Varonesa. Kmalu nato so ga zaprli. Čeprav so ga izpustili na zahtevo beneškega sveta štiridesetorice, tega uglednega položaja ni več zasedel. Od 1471 je bil več let občinski zdravnik v Kopru. Spisal je pomembno razpravo o kugi De praeservatione corporum a pestilentia et de causis pestilentiae et modis ejus, tiskano na Dunaju; obravnaval pa je tudi klinično sliko in vzroke te bolezni.